# Lac de Saint-Cassien
Het meer van Saint-Cassien of lac de Saint-Cassien is een Frans stuwmeer in de Provence. Het meer ligt in het zuidoosten van het departement Var.
Grenzend in het noorden en noordoosten aan de gemeentes Montauroux en Callian, in het oosten aan de gemeentes Tanneron en Adrets-de-l'Estérel, en in het zuiden aan Estérets-du-Lac (een wijk in de gemeente Montauroux), bevindt het meer zich net onder de scheidingslijn tussen het stroomgebied van de Reyran en dat van de Vallon des Vaux (een zijrivier van de Biançon).
Het meer is 7 kilometer lang van noord naar zuid en 3 kilometer breed van oost naar west. De dam houdt 60 miljoen m³ water tegen en met een gebied van 430 hectare is het het grootste water in het Esterelmassief.

## Galerij

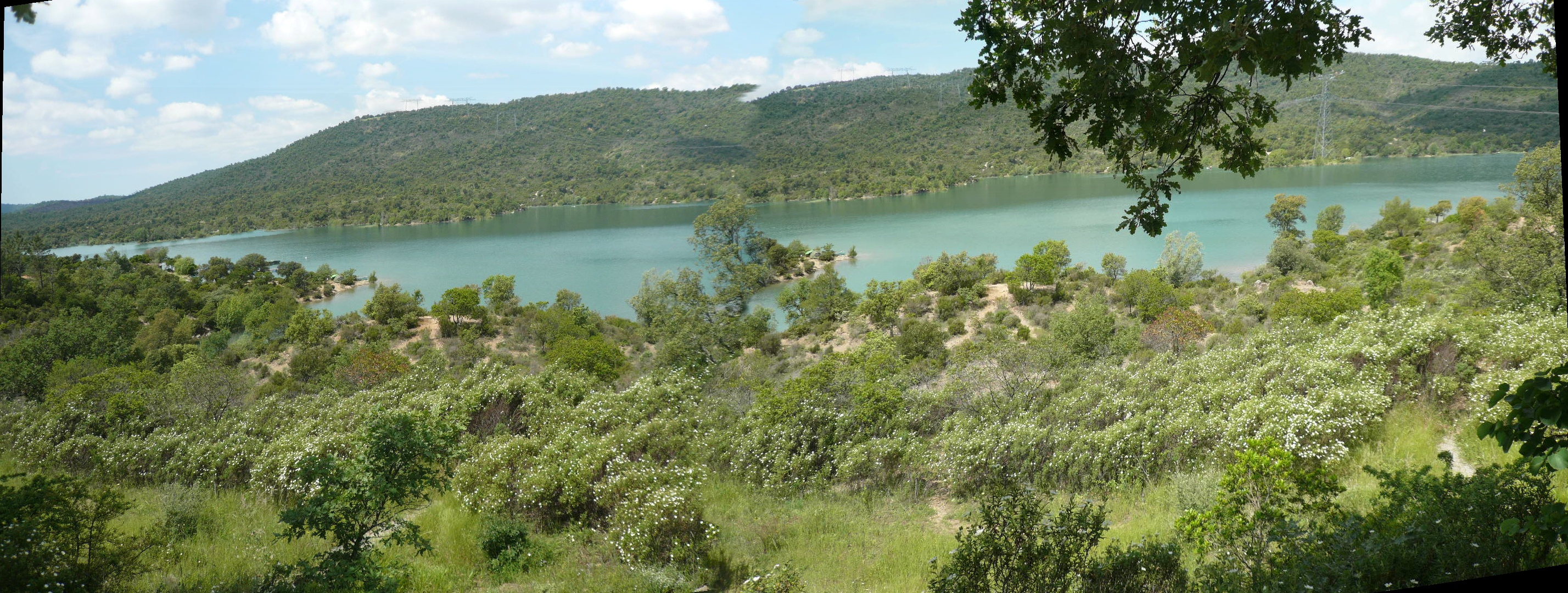
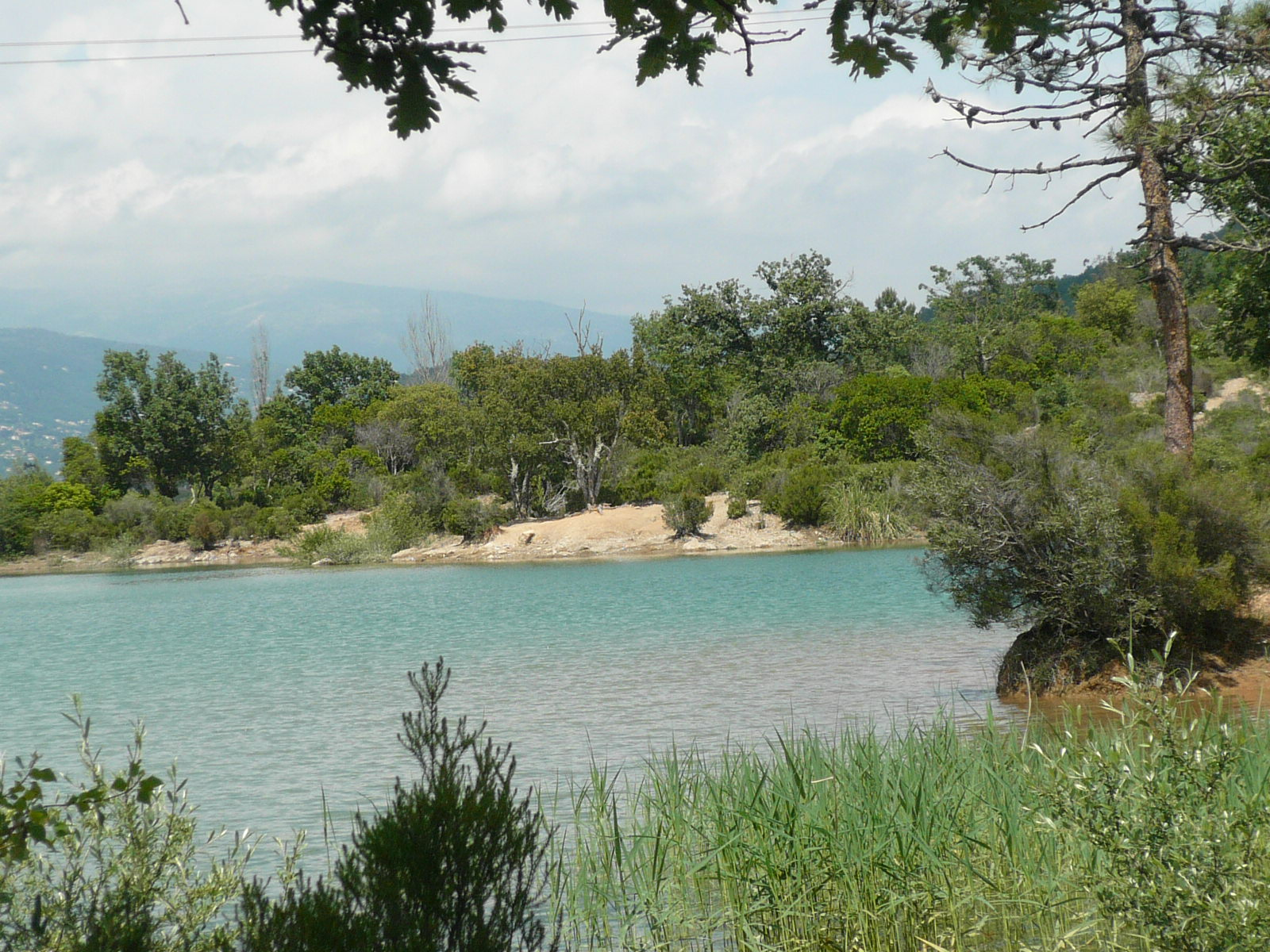
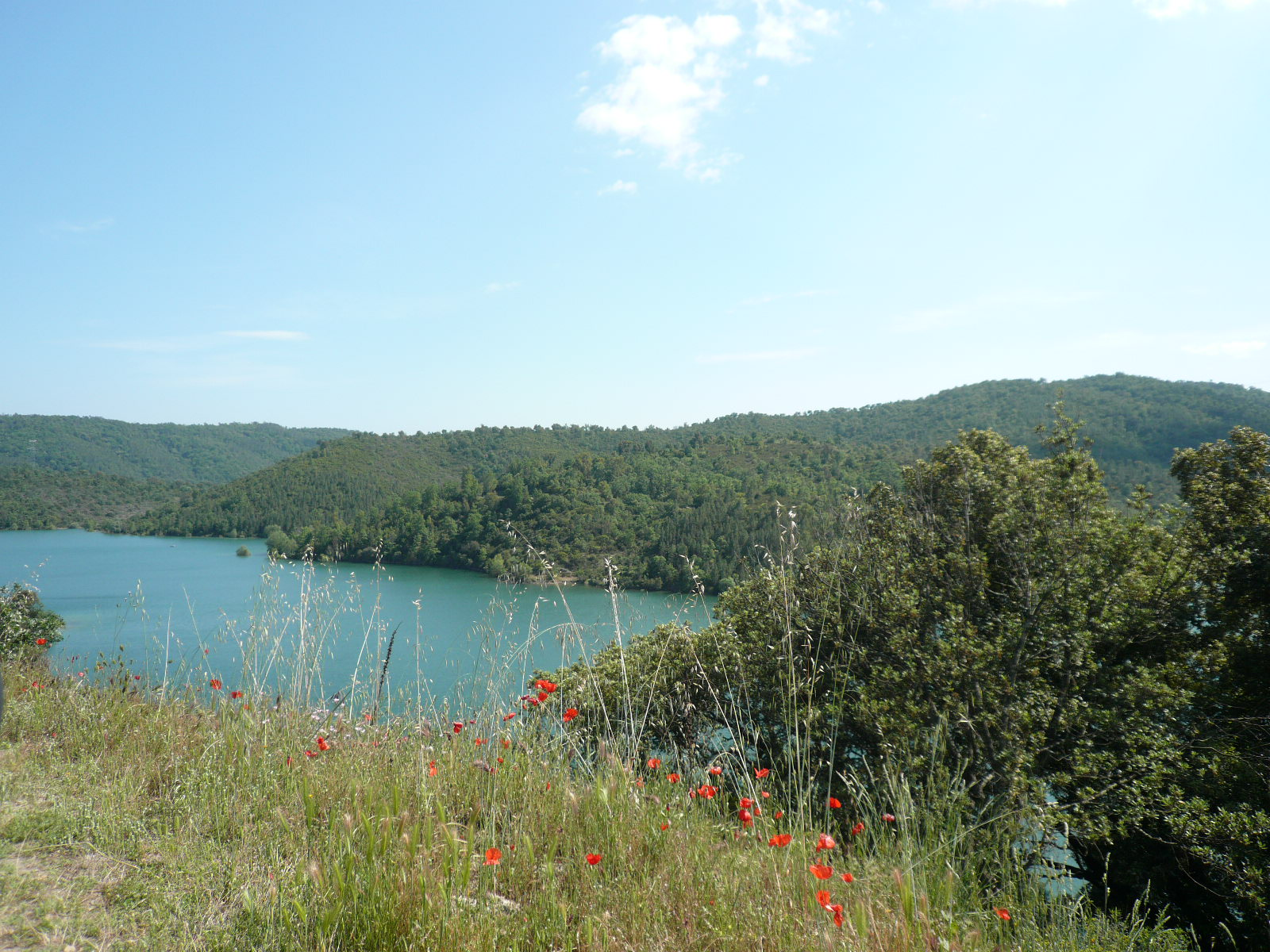
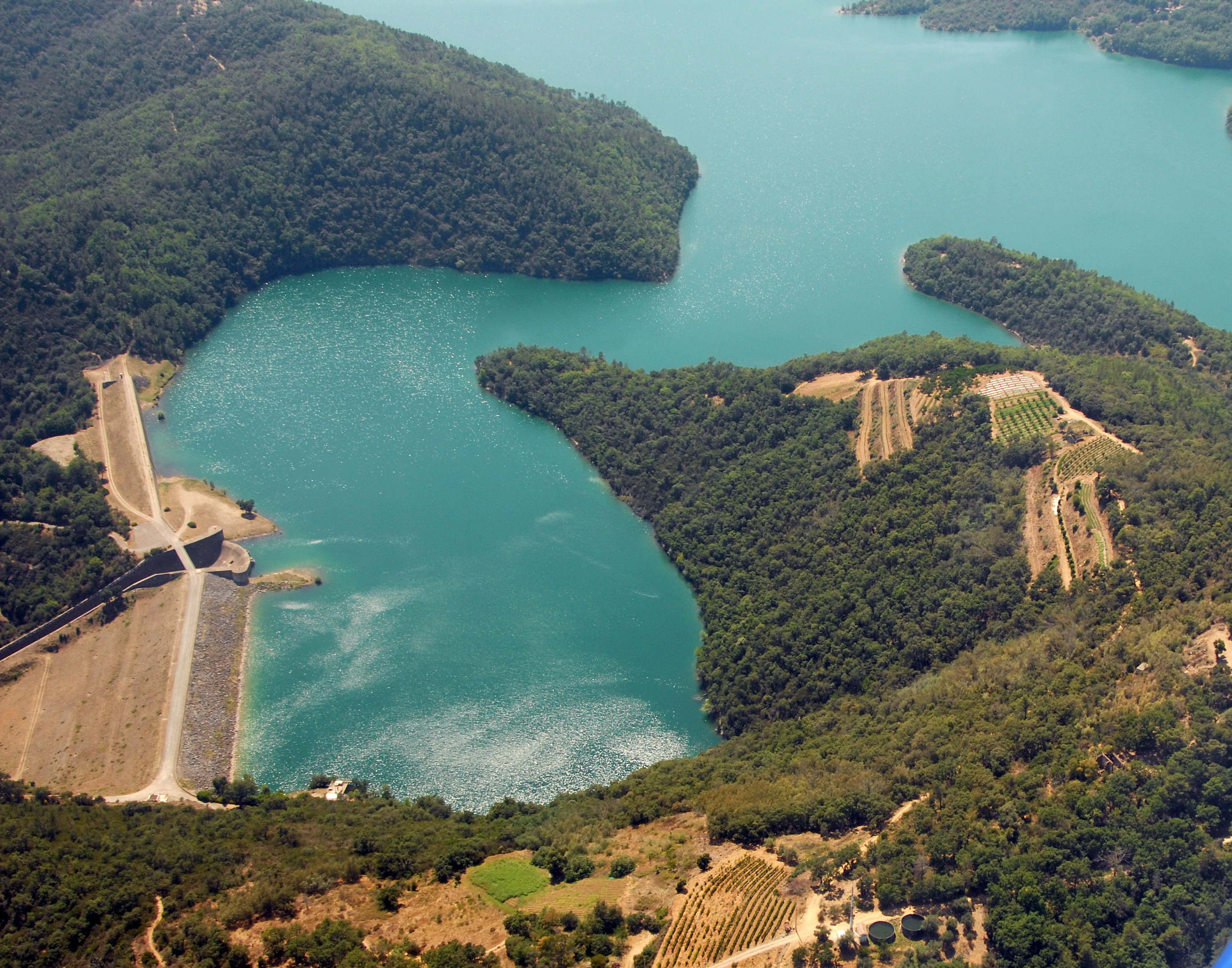